# Eachléim
Eachléim (en anglès Aughleam) és una vila d'Irlanda, a la Gaeltacht del comtat de Mayo, a la província de Connacht. Es troba a la península de Mullet a Iorras, en la carretera local R313. La seva àrea local és de 2.96 km². El seu nom irlandès deriva d'Each (cavall) i Léim (salt), i el folklore local afirma que un cavall va saltar des de l'est de la vila a l'oest, traçant les seves fronteres.

## Centre del Patrimoni de Santa Deirbhile
Al centre del poble es troba el Centre del Patrimoni Eachléim conegut com a Ionad Deirbhile. Va ser inaugurat el 1997 per la presidenta Mary Robinson i ofereix als visitants una idea de la forma de vida de la península de Mullet en el passat, inclosa la informació sobre Santa Deirbhile i la visió de les relíquies als voltants.
 
L'església de Santa Deirbhile és del segle vi i està situada a l'extrem sud de la península. És un lloc sagrat ben conegut per les seves propietats curatives per a problemes oculars. Es diu que Sant Deirbhile se situà a aquesta àrea remota per a escapar d'un pretendent que no li interessava. No obstant això, la va seguir fins aquí, i de pura frustració i per fer-se menys irresistible, es va arrencar ella mateixa els ulls. Quan el seu admirador horroritzat va marxar, es rentà ulls amb les aigües dels pous i recuperà la vista.